# Atari TT 030
Atari TT 030 (TT 030) је био професионални рачунар фирме Атари (Atari) који је почео да се производи у САД од 1990. године.
Користио је Motorola MC 68030 као микропроцесор. RAM меморија рачунара је имала капацитет од 2 MB (до 26 MB). 
Као оперативни систем кориштен је TOS + GEM.

## Детаљни подаци
Детаљнији подаци о рачунару TT 030 су дати у табели испод.
|                       | |
| [ 1 ]                 | |
| Произвођач            | Атари |
| Тип                   | професионални рачунар |
| Меморија              | 2 (до 26 MB) |
| Поријекло             | Сједињене Америчке Државе                                                                                                  |
| Година                | 1990 |
| Тастатура             | |
| Процесор              | |
| Фреквенција процесора | 32 |
| RAM                   | 2 (до 26 MB) |
| ROM                   | 512 |
| Текст                 | 40 x 24 / 80 x 24 / 80 x 30 / 160 x 60 (битмап графика)                                                                    |
| Графика               | 320 x 200 (16 col) / 320 x 480 (256 col) / 640 x 200 (2 col) / 640 x 400 (2 col) / 640 x 480 (16 col) / 1280 x 960 (моно). |
| Боја                  | 16 између 4096 (512 са специјалним 'Spectrum' модом са учешћем процесора)                                                  |
| Звук                  | 3 канала, 8 октава FM + два гласа, 8-битни PCM.                                                                            |
| Димензије             | 47,5 (ширина) x 52 (дубина) x 31 (висина)                                                                                  |
| Портови               | |
| Оперативни систем     | |